# Uaro-Ana
Uaro-Ana (Uaroana, Waru-Ana, Baruana) ist eine Aldeia des Sucos Biqueli auf der zu Osttimor gehörenden Insel Atauro.

## Einwohner

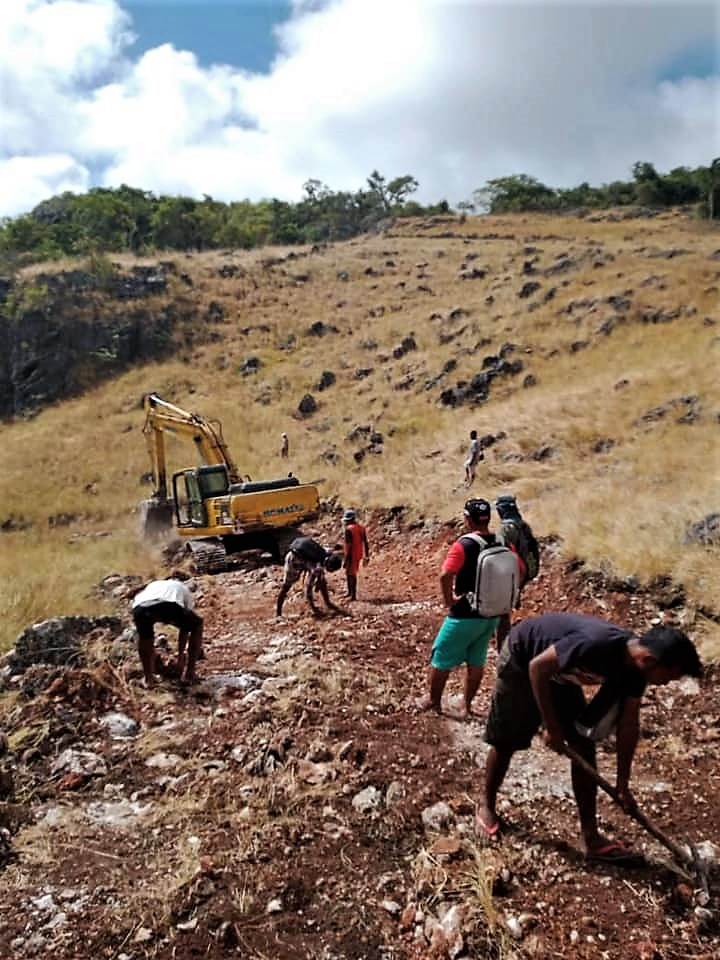
Straßenbauarbeiten zwischen Uaro-Ana und Akrema

2015 zählte man 374 Einwohner der Aldeia Uaro-Ana. Im Gegensatz zum ansonsten fast nur katholischen Osttimor, ist der Norden Atauros mehrheitlich protestantisch. Auch in Uaro-Ana gibt es eine protestantische Gemeinde und Kirche.

## Geographie und Einrichtungen
Die Aldeia reicht vom Ponta Akrema, dem nördlichsten Punkt Atauros bis zum Ponta Nussalo, an der Ostküste. Südlich liegt die Aldeia Pala und westlich die Aldeia Ilidua Douro.
Das Dorf Uaro-Ana liegt an der Ostküste, nördlich des Pontas Nussalo. Neben der protestantischen Kirche befinden sich hier die Grundschule Baruana und ein Kindergarten. Nur etwas nördlich liegt das Dorf Belém. Südöstlich des gleichnamigen Kaps befindet sich das Dorf Akrema mit dem im Juni 2021 eröffneten Stützpunkt der Unidade da Polícia Marítima (UPM).